# Русские в Нагорном Карабахе
Русские в Нагорном Карабахе — представители русского народа, проживающие в Нагорном Карабахе, одна из самых малочисленных диаспор в ближнем зарубежье.
Постоянное русское население в Нагорном Карабахе появились впервые во времена Русско-персидской войны (1804—1813). Именно тогда в Карабахе появились первые русские форпосты (Карягино, который ныне город Физули), поселения (в Шуше, Гадруте) и церкви (Преображения Господня в Ханкенди, Святого Иоанна Крестителя в Шуше, Пресвятой Богородицы в Ходжавенде. На территории Карабаха существует несколько русских кладбищ. Самое большое — в Шуше. Также русские кладбища есть в Гадруте и в Физули (до 1959 этот назывался Карягино, а до 1905 года Карабулак).
В 1868 году великий русский царь Александр II присутствовал на освящении церкви Преображения Господня в городе Ханкенди (с 1923 года — Степанакерт). Все русские церкви были уничтожены большевиками в 30-е годы прошлого столетия.

## «Русская община Нагорного Карабаха»
Общественная организация «Русская община Нагорного Карабаха» была основана в 1999 году. Насчитывала более 2500 человек — численность общины после перерегистрации 2021 года, без учета граждан России, проживавших на территории Карабаха, а также без учета тех карабахцев, у которых дедушки и бабушки имеют славянские корни. Общая численность членов общины, с учётом эти двух категорий, составляла более 4000 человек. В общину входили русские (большинство), украинцы, белорусы, а также карабахцы, у которых один из родителей — представитель славянских народов.
После подписания трехстороннего соглашения о прекращении огня от 9 ноября 2020 года между руководителями России, Азербайджана и Армении, в регион был введен Российский миротворческий контингент. Русская община в тесном взаимодействии с ним осуществляла культурно-просветительскую деятельность, активно поддерживала распространение православия в регионе. Глава общины — Александр Сергеевич Бордов (избран Советом общины в июле 2021 года), руководящий орган — Совет общины. С 2002 по 2021 год Общину возглавляла Галина Михайловна Сомова.
Одним из животрепещущих вопросов русской общины Нагорного Карабаха долгое время являлось отсутствие в Нагорном Карабахе храма Русской православной церкви. В августе 2021 года на территории расположения российского миротворческого контингента в Нагорном Карабахе (Ходжалу) было окончено возведение первого за сто лет русского православного храма. 14 августа священником РПЦ о. Борисом в русском православном храме в честь Рождества Христова было проведено первое богослужение. Официальное открытие храма произошло 9 ноября 2021 года. В храме еженедельно проходят воскресные богослужения, а также занятия в воскресной школе. В мае 2024 года церковное имущество храма Рождества Христова было передано Русской общине Нагорного Карабаха вместе с иконой Казанской Божьей Матери, подаренной ранее общине командующим российским миротворческим контингентом генерал-майором К.Д.Кулаковым, и золотыми куполами храма.

## Отношение Общины к азербайджано-армянскому конфликту
Русская община Нагорного Карабаха всегда выступала за мирное урегулирование конфликта. Глава Общины Галина Сомова многократно обращалась с призывом о прекращении огня. Особое внимание уделялось попыткам вовлечения русских в это противостояние, что по мнению активистов Общины недопустимо во всех проявлениях. Русские Нагорного Карабаха готовы к конструктивному диалогу с представителями всех народов и вероисповеданий.
Во время войны 2020 года Русская община Нагорного Карабаха обратилась к главнокомандующему Российской Федерации Владимиру Путину с просьбой остановить кровопролитие. Администрация президента РФ в установленном порядке ответила на это обращение. Письмо было широко освещено в прессе.